# Pseudanchialina
Pseudanchialina är ett släkte av kräftdjur. Pseudanchialina ingår i familjen Mysidae.
Kladogram enligt Catalogue of Life:
| Pseudanchialina | \| \| Pseudanchialina erythraea \| \| \| \| \| \| Pseudanchialina inermis \| \| \| \| \| \| Pseudanchialina pusilla \| \| \| \| \| \| Pseudanchialina sibogae \| \| \| \| |
|                 | \| \| Pseudanchialina erythraea \| \| \| \| \| \| Pseudanchialina inermis \| \| \| \| \| \| Pseudanchialina pusilla \| \| \| \| \| \| Pseudanchialina sibogae \| \| \| \| |
|                 | Pseudanchialina erythraea |
|                 | |
|                 | Pseudanchialina inermis |
|                 | |
|                 | Pseudanchialina pusilla |
|                 | |
|                 | Pseudanchialina sibogae |
|                 | |